# 의산문답
《의산문답》(醫山問答)은 1766년(조선 영조 42년) 홍대용이 지은 책으로서, 《담헌서(湛軒書)》내집에 보유로 포함되어 있다. 북학파 실학자인 홍대용의 통합과학적 사상을 종합적으로 보여 주었다는 평을 받고 있다.

## 저술 배경
저자인 담헌 홍대용은 북학파를 대표하는 실학자이다. 홍대용은 벼슬을 하지 않고 평생을 실학 공부에 정진하여, 고학, 상수학, 수학, 음악 등에 통달한 학자였다. 29세 때 혼천의를 만들고, 35세 때 연행에 함께한다. 《의산문답》은 바로 이 연행의 체험을 포함한 홍대용 스스로의 학문적 성취와, 그의 철학을 집대성하여 엮은 책이다.

## 내용
허자(虛子)와 실옹(實翁)의 대화 형식으로 이루어져 있다. 허자는 유학, 즉 주자학과 성리학만을 공부한 사람, 실옹은 새로운 학문을 터득한 사람으로 묘사된다. 허자가 묻고 실옹이 대답하거나, 실옹이 물어 허자의 어리석음을 깨우치면서 진행되는데, 실옹이 허자에게 가르치는 내용은 크게 인물균 사상, 우주무한론, 역외춘추론 세 가지로 요약할 수 있다.

## 책에 나타난 사상

### 인물균 사상
인물균(人物均) 사상이란 사람과 금수 및 초목이 모두 동등하다는 사상이다. '사람, 금수, 초목 세 가지 종류의 생물에 귀천이 있느냐'는 실옹의 물음에, 허자는 금수와 초목은 '슬기와 깨달음, 예의가 없기 때문에 사람보다 천하다'고 답한다. 이에 실옹은 사람의 예의와 금수, 초목의 예의가 다를 뿐 하늘에서 바라보면 사람과 물은 평등한 것이라고 설명하며, 사람을 귀하게 여기고 동식물을 천하게 여기는 것은 자만심의 뿌리라고 말한다.

### 우주무한론
사람과 사물의 근본을 묻는 허자의 질문에, 실옹은 생명의 근본은 천지라고 하면서 천지의 모습을 설명한다. 실옹이 생각하는 천지의 모습은 다음과 같다.
하늘은 텅 비어 기(氣)로 가득 차 있으며, 지구, 달, 해, 별은 그 기운이 모여서 만들어진 형체이다. 지구의 형체는 원형이며, 공중에서 쉬지 않고 돌면서 떠 있다고 하자 허자는 '옛 사람들이 하늘은 둥글고 땅은 네모지다고 했다'고 반문한다. 이에 실옹은 월식 때 달에 비친 지구의 그림자가 둥글다는 점, 높은 곳에 올라가도 먼 곳을 볼 수 없는 점 등을 들어 지구가 둥근 모양이고, 지구 밖에서 보면 위와 아래, 동서남북의 개념이 없으므로 지구가 아래로 떨어지지 않는 것은 이상할 것이 없다고 말한다. 지구가 돌 때 지구 표면의 사람이나 사물이 넘어지지 않는 이유를 묻는 허자의 질문에는 지구의 몸체를 둘러싸는 두꺼운 기운이 지구와 같이 화전하므로 '맷돌에 붙은 개미'와 같이 회전을 느낄 수 없다고 설명하고, 공자와 같은 고대의 성인(聖人)이 땅은 움직이지 않는다고 말한 것은 어리석은 일반 사람들을 쉽게 이해시키기 위함이라고 덧붙인다. 지구에서 보기에 가까워 보이는 저 하늘의 별들은 실제로 몇 천, 만, 억의 거리에 떨어져 있는지 알 수 없다고 말하고, 별들의 수는 무궁무진하며 하늘의 둘레는 한량없이 멀다고 설명한다. 즉 하늘만 회전하는 것은 이치에 맞지 않고, 즉 지구가 회전한다는 것이다.

### 역외춘추론
역외춘추론은 중국이 세계의 중심이라는 중화사상을 비판하는 주장으로, 춘추를 집필한 공자가 중국이 아니라 변방 오랑캐에서 나왔다면 역외춘추가 나왔을 것이라는 가설이다. 논어 자공편 '공자가 구이에서 살고싶어하다.'라는 구절을 근거로한다.

## 의의
허자(虛子)와 실옹(實翁)이라는 대립적인 이름에서부터, 허자로 대표되는 세속 유학자의 학문과 그 마음이 모두 헛된 것이었음을 드러낸다. 천지만물 가운데 사람이 가장 귀하며 중국이 천하의 중심이라는 유학의 사상을 타파하고, 사람이나 동식물이 모두 똑같으며 내가 있는 곳이 우주의 중심이라고 주장하며, 마음이 헛되어 유학, 즉 허학을 탐구하면 천하를 어지럽다고 말함으로써 실심(實心)으로 실사(實事)를 행해야 함을 주장한다.